# The Cube
Куб (англ. The Cube) — британская телеигра, премьера которой состоялась 22 августа 2009 года на телеканале ITV1, в которой участники выполняют различные испытания внутри куба.
За успешное выполнение задания участник получает денежный приз. Главный приз — £ 250 000. В 2020 году программа временно сменила название на «The Million Pound Cube», а главный приз возрос до £ 1 000 000.
Российский аналог данной телеигры транслировался на Первом канале с 30 марта 2013 года по 24 августа 2014 года. Вёл телепередачу Дмитрий Харатьян.
С 27 октября 2014 года на канале «Вопросы и ответы» идут выпуски британской версии с русским переводом.

## Правила игры
У участника (или паре участников)  есть 9 жизней, чтобы преодолеть 7 испытаний. Каждое пройденное испытание приносит определённую сумму денег:
| Испытание | Стоимость (2009-2015, 2021) | Стоимость (2020) |
| --------- | --------------------------- | ---------------- |
| 1         | £ 1 000                     | £ 2 000          |
| 2         | £ 2 000                     | £ 5 000          |
| 3         | £ 10 000                    | £ 10 000         |
| 4         | £ 20 000                    | £ 25 000         |
| 5         | £ 50 000                    | £ 100 000        |
| 6         | £ 100 000                   | £ 250 000        |
| 7         | £ 250 000                   | £ 1 000 000      |

Проваливая испытание, участник теряет одну жизнь. Теряя последнюю жизнь, участник покидает игру ни с чем. Однако, перед каждым испытанием участник может решить, играть ему дальше или забрать деньги. Это решение он принимает уже после того, как продемонстрирована очередная игра.
Помимо жизней участник один раз за игру может воспользоваться:
- Simplify (упрощение) — текущее испытание каким-либо образом упрощается. Если участник использует эту опцию до игры, то он обязан играть и забрать деньги уже не может.
- Trial Run (пробная попытка) — участник может попробовать выполнить испытание и решить, будет ли он продолжать игру или заберёт деньги. Сам же результат пробного захода не учитывается. Эта возможность появляется у игрока только после выполнения первого испытания. С 2020 года опция более недоступна игрокам.
- Swap (замена) — введена в 2020 году. Если участвует пара игроков, а на выполнение испытания в куб пошёл один из них, он может выйти из куба и передать право пройти испытание своему другу.

## Студия
Ведущий и игроки находятся на небольшой круглой площадке. К этой площадке подходит мостик, который вращается вокруг неё. С 2020 года движущиеся части были заменены на статичные. По мостику игроки выходят из зрительного зала, а также проходят в куб. В центре студии находится большой куб (4×4×4 метра), грани которого выполнены из стекла. Все испытания участники проходят внутри этого куба: ближняя к игроку стена открывается как ворота, и участник проходит внутрь, после чего стена закрывается. Вокруг расположены зрительские трибуны, на одной из которых сидят болельщики игроков.

## Версии игры в разных странах мира
| Страна            | Название                       | Ведущий               | Канал        | Главный приз                     | Первый эфир          | Последний эфир        |
| ----------------- | ------------------------------ | --------------------- | ------------ | -------------------------------- | -------------------- | --------------------- |
| Арабский мир      | The Cube                       | Зафер Абдин           | Dubai TV     | 250 000 Dh                       | 2 февраля 2014 года  | 27 апреля 2014 года   |
| Великобритания    | The Cube                       | Филипп Скофилд        | ITV1         | 250 000 £ (в 2020 - 1 000 000 £) | 22 августа 2009 года | 23 декабря 2021 года  |
| Венгрия           | A Kocka                        | Nóra Ördög            | TV2          | 10 000 000 Ft                    | 23 ноября 2015 года  | 23 декабря 2015 года  |
| Германия          | The Cube — Besiege den Würfel! | Назан Эскес           | RTL          | 250 000 €                        | 29 апреля 2011 года  | 10 июня 2011 года     |
| Испания           | El Cubo                        | Рэквуэл Санчес Сильва | Cuatro       | 150 000 €                        | 8 февраля 2012 года  | 13 августа 2012 года  |
| Испания           | El Cubo                        | Рэквуэл Санчес Сильва | Cuatro       | 250 000 €                        | 8 февраля 2012 года  | 13 августа 2012 года  |
| Италия            | The Cube — La Sfida            | Тео Маммукари         | Italia 1     | 100 000 €                        | 7 сентября 2011 года | 28 сентября 2011 года |
| Китай             | 梦立方                         | Чанг Лей              | Dragon TV    | Осуществление мечты участника    | 13 мая 2012 года     | 4 сентября 2013 года  |
| Китай             | 梦立方                         | Чанг Лей              | Dragon TV    | 250 000 юаней                    | 13 мая 2012 года     | 4 сентября 2013 года  |
| Португалия        | O Cubo                         | Хорхе Габриэль        | RTP          | 30 000 €                         | 11 апреля 2010 года  | 11 июля 2010 года     |
| Россия            | Куб                            | Дмитрий Харатьян      | Первый канал | 3 000 000 рублей                 | 30 марта 2013 года   | 30 ноября 2013 года   |
| Саудовская Аравия | Al Moukaab                     | Файзал-аль-Исса       | Saudi TV 1   | 250 000 риял                     | 24 марта 2010 года   | 13 июля 2011 года     |
| США               | The Cube                       | Дуэйн Уэйд            | TBS          | 250 000 $                        | 10 июня 2021 года    | 30 июля 2023 года     |
| Украина           | Куб                            | Максим Чмерковский    | СТБ          | 250 000 гривен                   | 21 ноября 2011 года  | 24 декабря 2012 года  |
| Украина           | Куб                            | Дмитрий Танкович      | СТБ          | 500 000 гривен                   | 26 августа 2013 года | 29 декабря 2014 года  |
| Франция           | Le Cube                        | Нагуи Фам             | France 2     | 50 000 €                         | 1 июля 2013 года     | 30 августа 2013 года  |

Итак: игра производится в 13 странах.

     — страны, в которых игра планируется к показу,

     — страны, в которых игра выходит в эфир в настоящее время,

     — страны, в которых игра закрыта и больше не выходит в эфир.

## Факты
- На данный момент[когда?] из всех участников британской версии только семерым удалось дойти до седьмой игры. Шестеро забрали деньги, а все 7 игр удалось пройти только олимпийскому чемпиону Мохаммеду Фараху (выпуск от 14 июля 2012 года).